# Эль-Эссави, Мансур
Мансур Эль-Эссави (масри منصور عيسوى;  
18 сентября 1937 года, Исна — 16 января 2023 года) — египетский генерал и государственный деятель, министр внутренних дел АРЕ с 6 марта по 7 декабря 2022 года.  

## Биография
Мансур Эль-Эссави родился 18 сентября 1937 года в городе Эсна провинции Луксор. Окончил в 1959 году Полицейский колледж.
Занимал многие должности в системе МВД Египта, пока в 1988 году не стал инспектором безопасности Каира, затем заместителем министра следственного управления Каира, а затем директором службы безопасности Гизы, где проработал 3 года.
Получив звание генерал-майора, в 1991 году Эль-Эссави занял должность помощника министра внутренних дел северной части Верхнего Египта. В 1992 году помощник министра внутренних дел центральной части Верхнего Египта. В 1993 году первый помощник министра и директора службы безопасности Каира, в 1995 году первый помощник министра внутренних дел и общей безопасности.
С 1996 по 1997 год занимал пост губернатора Эль-Миньи.
До своего назначения на должность министра Эль-Эссави занимал пост начальника полиции Каира. На этой должности он прославился как борец с коррупцией.
6 марта 2011 года Мансур Эль-Эссави был назначен министром внутренних дел в кабинете Эссама Шарафа, сменив во главе МВД Махмуда Вагди.
15 марта 2011 года он объявил о роспуске Службы госбезопасности.
22 марта около 18 000 сержантов полиции провели демонстрацию перед зданием Министерства внутренних дел, требуя отставки Эль-Эссави, восстановления Вагди и повышения зарплаты. Этот инцидент также показал, что многие офицеры и служащие египетской полиции остались приверженцами старой системы внутренних дел, созданной во времена правления Хосни Мубарака.
22 ноября 2011 года кабинет министров Шарафа, включая Эль-Эссави, ушел в отставку.